# Lacrimispora
Lacrimispora es un género de bacterias grampositivas de la familia Lachnospiraceae. Fue descrito en el año 2020. Su etimología hace referencia a espora en forma de lágrima. Es grampositiva, aunque se puede teñir de gramnegativa, anaerobia estricta y formadora de esporas. Las especies de este género se encontraban dentro del género Clostridium, antes de ser reclasificadas. Se encuentra tanto en microbiota intestinal de animales, cómo en ambientes anaerobios y suelos. 

## Infecciones en humanos
Algunas de las especies se han aislado en raras ocasiones de infecciones humanas, aunque existen muy pocos casos: Lacrimispora amygdalina y Lacrimispora indolis en un caso de osteítis, Lacrimispora celerecrescens en un absceso y osteomielitis, y Lacrimispora sphenoides en algún caso de osteomielitis, bacteriemia y diarrea severa.